# Garcinia australis
Garcinia australis là một loài thực vật có hoa trong họ Bứa. Loài này được Montrouz. mô tả khoa học đầu tiên năm 1860.